# Kaliska
Kaliska [pronunciación en polaco: /kaˈliska/] es un pueblo ubicado en el distrito administrativo de Gmina Lubień Kujawski, dentro del distrito de Włocławek, voivodato de Cuyavia y Pomerania, en el norte de Polonia central. Se encuentra aproximadamente a 4 kilómetros al oeste de Lubień Kujawski, a 27 kilómetros al sur de Włocławek y a 77 kilómetros al sureste de Toruń.